# Градски стадион у Вроцлаву
Градски стадион у Вроцлаву је фудбалски стадион у Вроцлаву, Пољска. Највише се користи за фудбалске утакмице и домаћи је стадион Сласка из Вроцлава.

## Утакмице наЕвропском првенству 2012.
На Европском првенству у фудбалу 2012. стадион је био домаћин три утакмице групне фазе.
| Датум         | Време (CEST) | 1. тим | Резултат | 2. тим | Коло    | Гледалаца |
| ------------- | ------------ | ------ | -------- | ------ | ------- | --------- |
| 8. јун 2012.  | 20:45        | Русија | 4 : 1    | Чешка  | Група А | 40.803    |
| 12. јун 2012. | 18:00        | Грчка  | 1 : 2    | Чешка  | Група А | 41.105    |
| 16. јун 2012. | 20:45        | Чешка  | 1 : 0    | Пољска | Група А | 41.480    |